# ノビスクルーク
ノビスクルーク（ドイツ語：Nobiskrug）は、ドイツの造船会社。レンツブルクのアイダー川河畔に位置し、ティッセンクルップ・マリン・システムズの子会社となっている。
ノビスクルークの名称は、造船所が位置する土地についての古代の土地登記簿での登録名に由来する。神話上では、ノビスクルークとは現世での最後に留まる所とされる。歴史学者と言語学者によれば居酒屋、旅館およびパブで使用される名称として分類している。

## 歴史
ノビスクルークはオットー・ストークにより1905年に設立された。1908年11月12日に有限会社（GmbH）に変更される。その後、運河拡張工事のための水路建設船の新造とその修理を請負い経営は安定した。第一次世界大戦勃発に伴い、造船所は合計70隻のポンツーンや艀およびライターを建造した。同社はドイツ帝国海軍向けの補助船や掃海艇を建造した。1917年には国家のために蒸気船2隻を進水させた。
第一次世界大戦の敗北により、ドイツは一時的に造船産業が停滞した。しかし、同社は深海漁用漁船の建造に移行した。その後貨物船の建造も開始した。1930年には3本マスト型スクーナーヨット建造の契約を結んだ。1935年から1939年にかけては財務省税関取締船の「ネットルベック（Nettelbeck）」、「ヨルク（York）」、「フライヘーア・フォン・スタイン（Freiherr von Stein）」を建造した。直後に第二次世界大戦が勃発し、国防軍海軍及び空軍はノビスクルークに対し外洋曳船やタンカーおよび補助艦艇を発注した。
終戦直後は船種転換と修理に集中した。1945年から1955年までは大型船舶の建造を進める。
1963年には西ドイツ海軍向け練習艦「ドイッチュラント」を納品する。1年後にはノビスクルーク初のフェリー「プリンス・ベルティル（Prins Bertil）」を建造した。さらに4隻のフェリーが1968年までに建造される。この期間には他にも従来型貨物船やアスファルト・タンカーおよびRO-RO船を建造した。
1980年代初期には調査砕氷船「ポーラーシュテルン」や潜水支援船「シーベックス・ワン（Seabex One）」および「シーウェイ・コンドル（Seaway Condor）」を建造した。
1980年代中期には経営環境は悪化し、ペーター・ダイルマン社発注のクルーズ客船「ベルリン（Berlin）」の建造工程が遅延していた。そして1986年に破産した。
1987年にホヴァルツヴェルケ＝ドイツ造船が買収し、小規模造船施設は近代化され、修理および改修業に転化し、1980年初頭にいた従業員1,200人が400人にまで大幅に削減された。
1997年に客船「ドイッチュラント」の前半分を建造し、2000年夏に完成した。
ノビスクルークはティッセンクルップ・マリン・システムズの子会社として豪華ヨットの新造や改修を専門とする。その後アラブ首長国連邦のアブダビMARグループに売却される

bancrupt (2024)

## 建造実績
特殊船
- 「ドイッチュラント」（ドイツ連邦（西ドイツ）海軍練習艦）
- 「ポーラーシュテルン」

クルーズ客船
- 「ドイッチュラント」